# سیارک ۱۵۴۲۱
سیارک ۱۵۴۲۱ (به انگلیسی: 15421 Adammalin، نامگذاری:1998HM81) پانزده هزار و چهارصد و بیست و یکمین سیارک کشف شده‌است که در ۲۱ آوریل ۱۹۹۸ کشف شد.
قدر مطلق سیارک برابر ۱۷.۸ است.